# 마지막 순간
《2017 월간 윤종신 3월호》는 대한민국의 가수 윤종신, 포르테 디 콰트로의 디지털 싱글이다. 2017년 3월 24일에 발매되었다. 대한민국의 기획사 미스틱엔터테인먼트의 음악 플랫폼 월간 윤종신을 통해 발매되었다.

## 트랙 리스트
| #  | 제목            | 작사   | 작곡           | 편곡   | 재생 시간 |
| -- | --------------- | ------ | -------------- | ------ | --------- |
| 1. | 〈마지막 순간〉 | 윤종신 | 윤종신, 강화성 | 강화성 | 5:10      |